# MapInfo
MapInfo Professional ist eine Geoinformationssystem-Software (GIS) des Unternehmens Precisely (zuvor: Pitney Bowes Software and MapInfo Corporation). Das Programm dient der Erfassung, Bearbeitung, Analyse, Visualisierung und Präsentation von geographischen Daten.

## Dateiformate
Import- und Export-Schnittstellenformat ist das Map Info Interchange Format (MIF/MID). Die Datenhaltung im Programm selber erfolgt im Format TAB/DAT/ID/MAP und wird als Relation oder Tab-Datei bezeichnet. Auch Rasterdaten können eingelesen werden. Diese werden über eine TAB-Datei georeferenziert, die gewissen Pixeln des Bildes Koordinaten zuweist.

## Mapbasic
Als Entwicklungsumgebung für eigene Anwendungen und Applikationen wird die Programmiersprache MapBasic, eine BASIC-ähnliche Programmiersprache, angeboten. Um eine angepasste Arbeitsumgebung zu bekommen oder zur Erleichterung von Routineabläufen kann Mapinfo aber auch über seine Schnittstelle für objektorientierte Sprachen wie VB, DELPHI oder C++ mit eigenen Anwendungen ergänzt werden.

## MapInfo Corporation
Das Herstellerunternehmen MapInfo Corporation wurde 1986 gegründet und ist einer der großen Softwarehersteller von Geoinformationssystemen (GIS) weltweit. Es wurde im April 2007 durch den Büromaschinenhersteller Pitney Bowes übernommen und bildet dort mit dem Schwesterunternehmen Group 1 Software die Software-Tochter Pitney Bowes Business Insight (PBBI). 

## Weitere MapInfo Produkte
MapInfo Professional war und ist das wichtigste Produkt der MapInfo Corporation und der heutigen PBBI. Neben dieser Anwendung und der Programmiersprache MapBasic werden folgende weitere Produkte angeboten:
- MapInfo MapMarker – Geokodierung von Adressdaten
- MapInfo Routing J Server – Routing-Server inkl. Routingnetzwerk für das Routing von Fahrzeugen und Fußgängern
- MapInfo ProViewer – kostenloser Viewer zum Betrachten von mit MapInfo Professional erstellten Karten und Tabellen
- MapInfo StreetPro – Vektor-Straßenkarte mit einem Maßstab der Datenbasis von 1 : 10.000
- MapInfo Vertical Mapper – Add-on zu MapInfo Professional für Raumanalysen, Modellbau, Interpolationsberechnungen und 3D-Anzeige
- MapInfo Drivetime – Add-on zu MapInfo Professional für das Routing und die Einzugsgebietsanalyse
- MapInfo WorldInfo – digitale Weltkarte mit einem Maßstab der Datenbasis von 1 : 1.000.000
- MapX  – integrieren von kartographischen Funktionen in Anwendungen.
- MapXtreme – kartographischer Web-Server für Microsoft Windows
- Envinsa – Plattform für standortbezogene Dienste (Location Based Services)